# Зонин, Александр Ильич
Александр Ильич Зонин (до 1919 года — Элиазар (Лейзер) Израилевич Бриль; 27 сентября 1901, Елисаветград — 21 февраля 1962, Москва) — русский советский писатель-маринист и литературный критик.

## Биография
Родился в Елисаветграде в еврейской семье. Отец Израиль Лейбович Бриль (4 августа 1864 —?) был фотографом (ателье И. Л. Бриля располагалось в доме Барского «рядом с Государственным банком»); мать — Шейндл Эльевна Бриль (1870—?). Окончил коммерческое училище там же. До 1917 года состоял в партии эсеров, децист. Член ВКП(б) в 1919—1935 годах (исключён). В годы гражданской войны комиссар полка, редактор армейской газеты и начполитпросвет 16-й армии. Был тяжело ранен под Новгородом-Северским. За участие в подавлении Кронштадтского мятежа награждён орденом Красного Знамени (1921).
Работал начальником отдела печати ПУР (политуправления) Реввоенсовета Республики, ответственным редактором журнала «Политработник» (впоследствии «Коммунист Вооружённых Сил») и республиканской газеты «Туркестанская правда» в Ташкенте (1922—1923), с 1923 года заведующим военным отделом журнала «Молодая гвардия», заместителем редактора журнала «Октябрь», заведующим отделом печати Ленинградского горкома партии, редактором журнала «Звезда» (1927). Был членом групп «Октябрь» и «На посту» («На литпосту», 1923), РАППа, затем «Литфронта» и ЛОКАФа (Литературное Объединение Красной армии и флота, 1930). В 1929 году окончил литературное отделение Института красной профессуры, был заместителем директора института, в 1929—1930 годах также заведовал литературной кафедрой и руководил секцией литературно-публицистических жанров Государственного института журналистики, затем до 1934 года на партработе на Дальнем Востоке (куда был выслан «за оппозицию руководству литературным движением в стране»). Лечился от психического заболевания, получил инвалидность. В конце 1930-х годов переехал с сыном в Ленинград. Служил на крейсере «Красный Кавказ».
Участник советско-финской войны (1939—1940) и Великой Отечественной войны. Получил воинское звание капитана 3-го ранга. В 1942 году принял участие в походе подводной лодки «Л-3» Кронштадт — южная часть Балтийского моря — Кронштадт под командованием П. Д. Грищенко (описано в изданных посмертно походных дневниках писателя, 1975). За этот поход был награждён вторым орденом Красного Знамени. До 1943 года состоял в оперативной группе писателей при Политуправлении Балтфлота, затем при Политуправлении Северного флота, был военным корреспондентом газеты «Красный флот». Награждён орденами Отечественной войны II степени и Красной Звезды, медалями.
С 1923 года занимался литературной критикой, в 1930 году дебютировал художественной прозой. Автор романов «Жизнь адмирала Нахимова», «На верном курсе» и «Морское братство», документальных повестей о военно-морском флоте «Капитан Дианы» о мореплавателе В. М. Головнине, «Весна началась в марте», сборников рассказов на военно-историческую и историко-биографическую темы, жизнеописаний адмиралов С. О. Макарова, П. С. Нахимова, Ф. Ф. Ушакова, капитана П. Д. Грищенко.
Арестован 16 апреля 1949 года по обвинениям в троцкизме, космополитизме и контрреволюционной пропаганде, 4 февраля 1950 года осуждён на 10 лет ИТЛ (срок отбывал в Джезказгане. В 1-м лаготделении Степлага (Рудник) вместе с поэтом Юрием Груниным и композитором Бруно Дементьевым начал подпольно писать оперу "Новгородцы", но был переведён в другое отделение, и опера не была закончена. Освобождён в 1955 году). По решению Центральной Комиссии по пересмотру дел на лиц, осуждённых за контрреволюционные преступления от 25—26 апреля 1955 года, уголовное дело в отношении Зонина А. И. прекращено за недостаточностью предъявленного обвинения. После освобождения вернулся в Ленинград и помирился с Кетлинской. «В Доме творчества жаловался он в безумии своём, что попал в плохой концлагерь: всё шпионы да антисоветские люди — процентов пять невинно осуждённых».
Урна с его прахом была захоронена по завещанию в водах Баренцева моря 31 мая 1962 года.

## Книги
- У истоков пролетарской литературы. — Л.: Прибой, 1927.
- За пролетарский реализм. — Л.: Прибой, 1928.
- Образы и действительность: Сборник статей. — М.: Московский рабочий, 1930.
- Капитан «Дианы»: Историческая повесть. — М.—Л., 1939.
- Адмирал Нахимов. — М.—Л., 1940.
- Воспитание моряка: Первая книга о жизни адмирала С. О. Макарова. — М.: Военмориздат, 1942.
- Поход подводной лодки под командованием капитана 2-го ранга Грищенко. — Л., 1942.
- Две тысячи миль под водой. — М.—Л.: Военмориздат, 1944.
- Фёдор Фёдорович Ушаков. — М.: Молодая гвардия, 1944.
- Адмирал Нахимов. — М.—Л., 1944.
- Морское братство: Роман. — М.—Л., 1945 (ряд переизданий).
- Капитан «Дианы». — М., 1946.
- Гвардейский эскадронный миноносец «Гремящий». — М., 1947.
- Жизнь продолжается. — М., 1947.
- Свет на борту: Повесть. — Л., 1948 и М., 1949.
- Жизнь адмирала Нахимова; Роман. — Л.: Советский писатель,1956.
- На верном курсе. — М., 1960 и 1962.
- Морское братство: Повести. — М., 1963.
- Просоленные годы: Дневники и рассказы. — М., 1967.
- Морское братство: Повести, дневник. — М., 1975.

## Семья
- Уже после того, как первый брак распался, жена была репрессирована.
  - Дочь — Ленина Александровна Зонина (1922, Ташкент — 1985, Москва), литературовед и переводчик французской прозы.
  - Сын — писатель Сергей Александрович Зонин (род. 1929), капитан 2-го ранга, автор книг о военно-морском флоте.
- Вторая жена (с 1942 по 1949) — писатель Вера Казимировна Кетлинская, развелась с А. И. Зониным после его ареста[12].
  - Сын — Сергей Александрович Кетлинский (1940—2019), доктор медицинских наук, профессор, член-корреспондент РАМН (сын Е. А. Кибрика, усыновлён А. И. Зониным).
  - Сын — Владимир Александрович Кетлинский (первоначальная фамилия Зонин, род. 1944), педагог, кандидат химических наук.

## Награды
- орден Красного Знамени (1921) — за участие в подавлении Кронштадтского мятежа
- орден Красной Звезды (22.9.1942) — за поход на ПЛ Л-3[15]
- орден Отечественной войны II степени (23.7.1944) — за участие в атаке торпедных катеров на вражеский конвой и потоплении 7 судов противника[16]